# 高桥 (宁波桥梁)
29°54′20.987″N 121°27′2.71″E / 29.90582972°N 121.4507528°E
高桥是中国浙江省宁波市一座跨西塘河的古桥，为古时从水路来往宁波与杭州、绍兴之间的必经之路。桥梁始建于北宋，南宋时由吴潜主持重建，现有桥梁为清代重建。桥梁长28.5米，宽4.68米，孔高6.8米，拱洞跨10.3米，因高大得名，有“船舶过往而风帆不落”之说。1982年公布为鄞县文物保护单位，2018年12月28日因行政区划调整公布为海曙区文物保护单位。